# Valdemarsviks distrikt
För andra betydelser, se Valdemarsvik (olika betydelser).
Valdemarsviks distrikt är ett distrikt i Valdemarsviks kommun och Östergötlands län. 
Distriktet ligger i Valdemarsvik. 

## Tidigare administrativ tillhörighet
Distriktet inrättades 2016 och utgörs av området som Valdemarsviks köping omfattade till 1971.
Området motsvarar den omfattning Valdemarsviks församling hade 1999/2000 och som den fick 1919 efter utbrytning ur Ringarums församling.